# Qijianglong
Qijianglong – wymarły rodzaj dinozaura, zauropoda z rodziny Mamenchisauridae. 
W jego obrębie umieszczono pojedynczy gatunek Qijianglong guokr, co czyni rodzaj taksonem monotypowym. Jego pozostałości znaleziono w Chinach, na południu kraju, w dystrykcie Qijiang, od którego to zwierzę bierze swoją nazwę rodzajową, wraz z członem long, oznaczającym po chińsku smoka. Z kolei epitet gatunkowy guokr odwołuje się do Guokr, naukowej sieci społecznej (jej nazwa pochodzi od chińskiego 果壳 guǒqiào, oznaczającego skorupkę orzecha). Skamieniałości spoczywały w skałach uznanych w momencie opisu tego rodzaju za późnojurajskie. Jednakże w 2019 roku utwory, w których stwierdzono szczątki Qijianqlong, przedatowano na wczesną kredę. 
Znalezione szczątki obejmowały świetnie zachowaną mózgoczaszkę, w obrębie której badacze zwrócili szczególną uwagę na dodatkowy guz u podstawy wyrostka podstawno-skrzydłowego. Inny charakterystyczny wyrostek znaleziono na kręgu szyjnym. W obrębie Mamenchisauridae wykazuje cechy plezjomorficzne.